# Kostas Salapasidis
Kostas Salapasidis (Melbourne, 1 de julio de 1978) es un exfutbolista australiano que militaba en la posición de delantero.

## Trayectoria
Se formó desde muy joven en las categorías juveniles de los clubes Adelaide City y Wollongong City FC, donde fue convocado para jugar con la Selección de fútbol de Australia en la categoría sub-20.
En invierno del año 2000, el presidente de la SD Compostela, José María Caneda, decidió ficharlo por 100 millones de pesetas para integrar la delantera del club junto a Changui y Dimitri Radchenko. En su primera temporada en el club jugó 9 partidos marcando un solo gol, peor le iría en su segunda temporada donde apenas jugó 4 partidos sin anotar. En el año 2001 regresó a Australia para jugar en el Parramatta Power, de donde se retiró prematuramente en el año 2003 debido a una lesión que arrastraba.

### Carrera internacional
Destaca su participación con la Selección de fútbol de Australia sub-20 en la Copa Mundial de Fútbol Sub-20 de 1997 en Malasia, donde él solo endosó cuatro goles a Argentina (a la postre campeona del certamen), donde jugaban futbolistas como Juan Román Riquelme o Pablo César Aimar. No llegó a jugar con la selección absoluta.

## Clubes
- 1995–1997: Adelaide City
- 1997–1999: Wollongong City FC
- 2000: Adelaide City
- 2000–2001: SD Compostela
- 2002–2003: Parramatta Power

- Datos: Q6433521